# Drnje
Drnje è un comune della Croazia di 2 156 abitanti della regione di Koprivnica e Križevci.